# Robson Green
Robson Golightly Green (Hexham (Northumberland), 18 december 1964) is een Engelse acteur en zanger.
Green groeide op in Dudley in North Tyneside, waar zijn vader als mijnwerker werkzaam was. Tijdens zijn schooltijd begon hij voor het eerst op de gitaar te spelen en formeerde later zijn eerste band Solid State in 1982. Hij ging ook lessen volgen bij het Backworth Drama Centre. Twee jaar werkte Green bij een scheepswerf, maar koos toen voor een acteurs loopbaan, maar begon ook weer een nieuwe band The Workie Tickets. In 1988 begon hij als acteur in de BBC serie Casualty, maar na drie series kreeg hij de rol van Fusilier Dave Tucker in de serie Soldier Soldier.
In 1995 had Green succes als zanger met het lied Unchained Melody.
Later ging hij optreden in Touching Evil, Grafters en Reckless. In 2002 begon Green’s rol als forensisch psycholoog in de misdaadserie Wire in the Blood
Na een mislukt huwelijk met Alison Ogilvie trouwde Green in 2001 met Vanya Seager en heeft met haar een zoon. Zij wonen nu in Surrey en in Newcastle upon Tyne. Green is een fan van de voetbalclub Newcastle United F.C.

## Filmografie
- Grantchester tv serie, 2014 - politie inspecteur Geordie Keating
- Being Human (4 episodes, 2011) - Anthony McNair
- Little Devil (2007) (tv) .... Will Crowe
- Wire in the Blood .... Dr. Tony Hill (21 episodes, 2002-2007)
- City Lights .... Colin (6 episodes, 2007
- Northern Lights .... Colin (6 episodes, 2006)
- Man .... George Stevenson (6 episodes, 2005)
- Beaten (2005) (tv) .... Michael
- Like Father Like Son (2005) (tv) .... Dominic Milne
- Christmas Lights (2004) (tv) .... Colin
- The Afternoon Play .... Oliver Barrett (1 episode, 2004
- Trust .... Stephen Bradley (3 episodes, 2003)
- Unconditional Love (2003) (tv) .... Pete Gray
- Me & Mrs Jones (2002) (tv) .... Liam Marple
- Take Me (2001) (mini) televisieserie .... Jack Chambers
- Blind Ambition (2000) (tv) .... Richard Thomas
- The Last Musketeer (2000) (tv) .... Steve McTear
- Close & True (2000) televisieserie .... John Close
- Rhinoceros (1999) (tv) .... Michael Flynn
- Touching Evil III (1999) (mini) televisieserie .... D.I. Dave Creegan
- Grafters (1998) (mini) televisieserie .... Joe Purvis
- Reckless: The Movie (1998) (tv) .... Owen Springer
- Touching Evil II (1998) (mini) televisieserie .... D.I. Dave Creegan
- Ain't Misbehavin (1997) (tv) .... Eric Trapp
- Touching Evil (1997) (mini) televisieserie .... D.I. Dave Creegan
- Reckless (1997) (mini) televisieserie .... Owen Springer
- The Student Prince (1997) (tv) .... Barry Grimes
- Soldier Soldier .... Fusilier / Dave Tucker ... (11 episodes, 1991-1995)
- Gambling Man(1995) (tv) .... Rory Connor
- Casualty .... Jimmy Powell (1 episode, 1989-1992
- A Night on the Tyne (1989) (tv) .... Dudley